# Ciné-Mondial
Ciné-Mondial est une revue hebdomadaire publiée du 8 août 1941 au 4 août 1944 par les Éditions Le Pont, propriété de l’ambassade d’Allemagne.
Ciné-Mondial rappelle dans son format les magazines grand public d’avant-guerre tels que Pour vous ou Cinémonde. 
Les textes parus dans Ciné-Mondial sont consacrés pour l'essentiel aux films français de l'époque et à leurs interprètes.
« Prétendument apolitique et populaire, [ce magazine] est révélateur du contrôle de la presse et de l’organisation de l’industrie cinématographique sous l’Occupation » (Aurélien Brossé).
Dans les éditions du 5 et 12 septembre 1941, Ciné-Mondial fait la promotion de l’exposition de propagande antisémite « Le Juif et la France », à l’initiative des occupants allemands et de l’Institut d’études juives, qui dénonce la domination du secteur du cinéma par les Juifs.